# Línea 2 (Metro de Málaga)
La línea 2 del Metro de Málaga es una línea subterránea de metro ligero de la ciudad de Málaga, España.
La línea comienza en la estación de Guadalmedina y recorre varios puntos de la ciudad hasta el Palacio de Deportes José María Martín Carpena pasando de este a oeste por los distritos Centro y carretera de Cádiz. Se espera que en el futuro la línea continúe hacia el norte de Málaga hasta llegar al Hospital Civil dando servicio también al distrito de Bailén-Miraflores.

## Características
La longitud total de la línea es de 5,7 kilómetros de los cuales 4,1 son exclusivos de la línea 2 y 1,6 kilómetros son compartidos con la línea 1. 
Aunque en el anteproyecto se estableció que el tramo final, entre las estaciones Puerta Blanca y Palacio de los Deportes, se realizara en superficie, finalmente se decidió que fuera subterráneo en su totalidad tras las solicitudes vecinales y a diferencia de la línea 1 en su tramo final.

### Estaciones y recorrido
La línea cuenta con 9 estaciones cuya distancia media entre ellas es de 680 metros. En un total de 9 minutos se completa el recorrido. Esta línea conecta el centro de la ciudad con puntos como la estación de Málaga-María Zambrano, el distrito Carretera de Cádiz y el área deportiva del Palacio de Deportes José María Martín Carpena, el estadio Ciudad de Málaga y el Centro Acuático de Málaga, así como con todos los barrios de su recorrido en una de las zonas de mayor densidad de población de la ciudad.
Está en estudio una posible ampliación de esta línea de forma que llegue hasta la barriada de Guadalmar y el Aeropuerto de Málaga-Costa del Sol en el distrito de Churriana.

## Historia

### Construcción
Las obras de construcción de los túneles a lo largo del recorrido se llevaron a cabo mediante el método de muros pantalla, fórmula elegida en detrimento del uso de tuneladoras a causa de la estrechez de algunas vías para evitar posibles daños en los edificios.
Las obras comenzaron en 2006, y en septiembre de 2009 la construcción de la línea 2 presentaba un estado muy avanzado, según la Junta de Andalucía estaba al 85% de su ejecución. La mayor parte del túnel está construido a lo largo de la avenida de Velázquez y la calle Héroe Sostoa, estas vías han sido abiertas parcialmente al tráfico tras la actuación bajo ellas. En septiembre de 2009, comenzó a construirse el intercambiador de El Perchel y, a principios de 2010, empezaron las obras en el tramo desde el Guadalmedina hasta el futuro intercambiador de la estación de Málaga-María Zambrano.
La construcción de un tramo inicial y compartido desde La Malagueta hasta Guadalmedina fue aprobado en verano de 2010, atravesando la Alameda Principal, la plaza de la Marina y el parque de Málaga. Pero las dificultades económicas y técnicas para este tramo, debido a la crisis económica y a la existencia de importantes restos arqueológicos en el subsuelo del centro de la ciudad han modificado la llegada del tramo a la zona centro, que finalizaría en la estación de Atarazanas. En el proyecto final, la Junta de Andalucía y el Ayuntamiento se acordó que se construyan pantallas con la profundidad suficiente para facilitar la futura excavación de un segundo nivel para otro túnel ferroviario (para el metro o para prolongar la red de Cercanías Málaga) La línea desde el Palacio de los Deportes hasta El Perchel, junto a la línea 1, fue inaugurada el 30 de julio de 2014.

### Puesta en funcionamiento
La inauguración de las líneas 1 y 2 estaba prevista para febrero de 2009, posteriormente, y por incumplimiento de plazos, se seleccionó un nuevo calendario que proponía la apertura parcial del metro el 11 de noviembre de 2011, fecha en la que tampoco se inauguraron los tramos  por nuevos retrasos en las obras. Fue inaugurada parcialmente junto la Línea 1 el 30 de julio de 2014.
La puesta en funcionamiento de la estación de Guadalmedina se produjo el 27 de marzo de 2023, mientras que el concurso para prolongar la línea 2 soterrada hasta el Hospital Civil fue licitado el 3 de marzo de 2023.